# Dmytriwka (rejon wozniesieński)
Dmytriwka (ukr. Дмитрівка) – wieś na Ukrainie, w obwodzie mikołajowskim, w rejonie wozniesieńskim, w hromadzie Prybużany. W 2001 liczyła 607 mieszkańców.